# Terkel
Terkel eller Therkel er et dansk drengenavn afledt af det nordiske navn Thorkil, der betyder "Thors hjelm".
| Fornavne | Spire Denne artikel om et fornavn er en spire som bør udbygges. Du er velkommen til at hjælpe Wikipedia ved at udvide den. |